# Ogre Battle 64: Person of Lordly Caliber
Ogre Battle 64: Person of Lordly Caliber (オウガバトル64 Person of Lordly Caliber Ōga Batoru Rokujūyon Person of Lordly Caliber?) es un videojuego de rol estratégico desarrollado por Quest y publicado por Nintendo en Japón en el año 1999 y por Atlus en Norteamérica en el año 2000. El juego nunca fue lanzado en el mercado europeo.
Ogre Battle 64 es la sexta entrega de la serie Ogre Battle que constará en un futuro de ocho partes, de las cual sólo han sido lanzadas al mercado tres partes, siendo las dos primeras Ogre Battle: March of the Black Queen y Tactics Ogre: Let Us Cling Together.

## Historia
El juego se centra en el continente de Zeteginia (Xyteginya), en el país de Palatinus. El protagonista de esta historia es Magnus Gallant, Hijo de Ankiseth Gallant. La trama del juego se desarrolla alrededor de la vida de esta muchacho, y el jugador puede experimentar el crecimiento del personaje a lo largo de las misiones.
Lodis, un País al Norte de zeteginia, tiene el control militar y religioso sobre Palatinus y Nirdam. El segundo, habiéndose rebelado, fue exterminado y esclavizado junto con su familia real, para demostrar la superioridad de Lodis. Habiendo visto esto, el rey Procus, de Palatinus, intenta atacar a Lodis para evitar una invasión. Sin embargo, la brigada de la cruz Radiante y La orden Caliginous de Lodis tienen una fuerza inigualable. Para mantener autonomía y estatus, el Rey Procus decide firmar un acuerdo de rendición, de manera que Palatinus se arrodillaría sobre Lodis.
Aun con todo esto, se rumorea que el santo imperio de Lodis está planeando la dominación del continente entero de Zeteginia. El personaje principal de este juego, Magnus Gallant, es un muchacho de 18 años nacido en una familia noble, que en un desastre con un asesino en su infancia lo obliga a dejar su familia y busca educación en la academia militar. Tras graduarse, decide ir al sur, la región más pobre de Palatinus, y ahí asignado a la división del sur del Ejército de Palatinus. 
Allí él da testimonio de la condición deplorable de la clase baja, oprimida por el Imperio y tratada como ganado.  
Es entonces cuando él comienza a dudar del sistema de gobierno y las clases sociales. 
En medio del desorden social, Magnus frustra el rapto del Príncipe por una 
banda de rebeldes de la clase baja. Pero esta, parece ser una victoria vacía, pues tiene la oportunidad de ver y sentir en carne propia el sufrimiento de las personas de clase baja, y su desesperada lucha por remediar su situación.
Este movimiento, llamado Revolución, trae consigo grandes cambios a favor del país y su gente, pero como la Nobleza se rehúsa a dejar su puesto y comodidades caprichosas, se desata una guerra entre militares y milicia. Siendo asignado a una misión de captura, en la que se asegura haber encontrado a la mente maestra de la revolución, Magnus toma una decisión y decide salvar la vida de este, llamado Frederick Raskin, traicionando sus principios militares.
Es entonces cuando el joven decide unirse a la revolución y luchar por primera vez en su vida por lo que de verdad deseaba: Libertad.
- Datos: Q2295559